# Синагога Делемона
Синагога Делемона (фр. Synagogue of Delémont) — ашкеназская синагога в швейцарском городе Делемон, построенная в 1910—1911 году по проекту архитектора Артура Рооса, является памятником культуры регионального значения.

## История
Небольшая еврейская община Делемона была образована эльзасскими евреями. Нынешнее здание синагоги было спроектировано архитектором Артуром Роосом из Мюлуза. Синагога в мавританском стиле, была открыта 5 октября 1911 года, в ней 40 мужских и столько же женских мест, над порталом помещена надпись на иврите из Книги пророка Исаии (Ис 56:7), которая в переводе гласит: «Дом Мой назовется домом молитвы для всех народов».
Община никогда не была большой, но к 1970 году сократилась до такой степени, что уже невозможно было сформировать миньян (10 взрослых еврейских мужчин), необходимый для проведения религиозных служб. Хотя в синагоге больше не проводятся регулярные религиозные службы, здание является местной достопримечательностью, которой дорожат жители Делемона. Небольшая группа еврейских женщин продолжает следить, чтобы здание содержалось в порядке.
В 1990-е годы о синагоге и еврейских жителях Делемона был снят французскоязычный (с немецкими субтитрами) документальный фильм режиссёра Франца Рикенбаха Une synagogue à la campagne.
В 2000 году здание синагоги было полностью отреставрировано.